# Oenologie

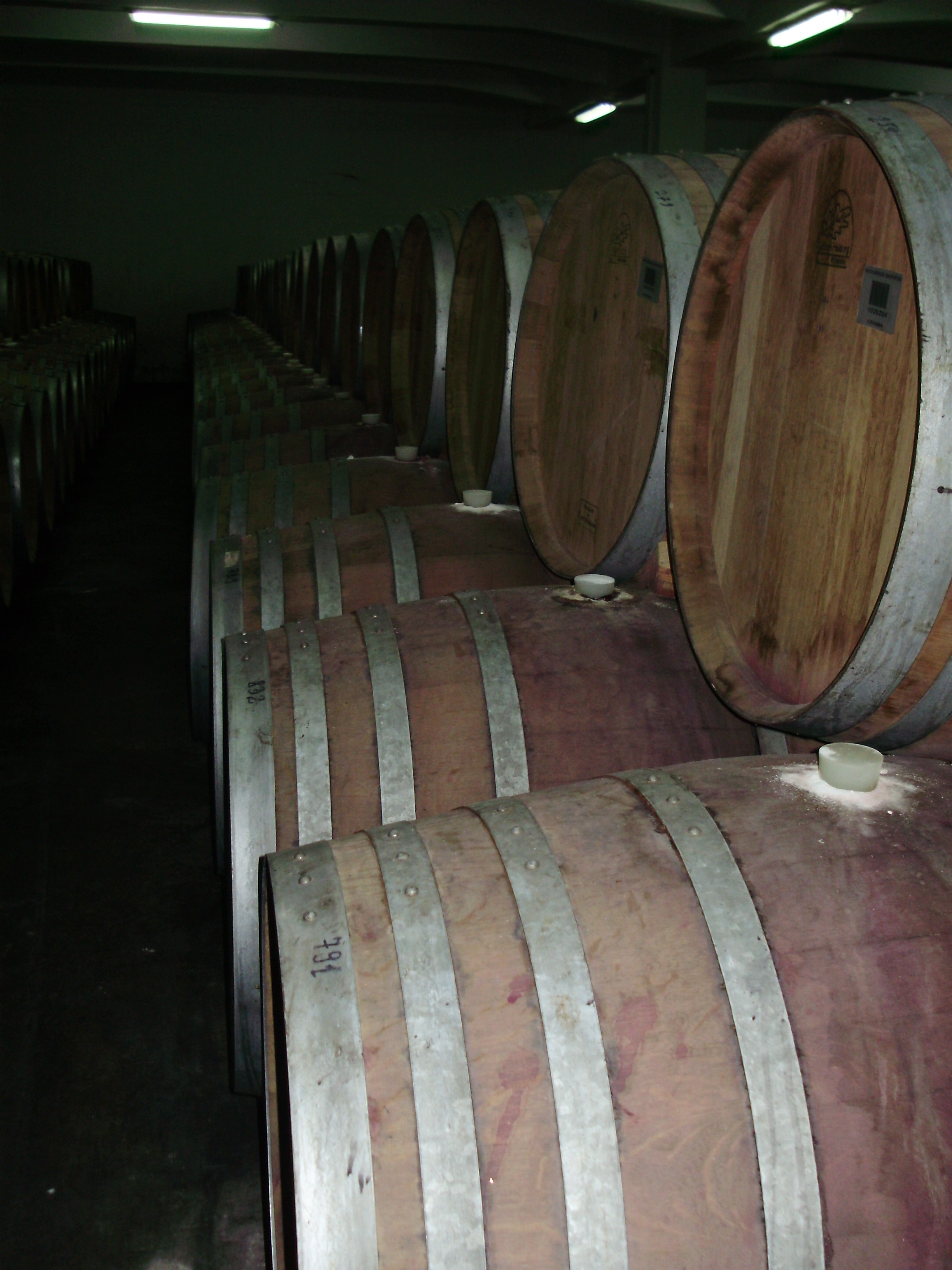
Maturarea vinului în butoaie de stejar la S.C. Murfatlar România S.A.

Oenologia sau enologia sau tehnologia vinului este știința care se ocupă cu studiul și metodele de preparare, condiționare și păstrare a vinurilor și a produselor derivate din struguri, must sau vin în scopul realizării unor produse finite conform cerințelor pieței.

## Etimologie
Cuvântul "oenologie" are proveniență grecească oinos, care înseamnă vin și logos, care înseamnă vorbire, iar în sens mai larg se poate traduce "știința vinificației".
În România această disciplină se studiază la facultățile inginerești de profil agricol și industrie alimentară cum sunt: Horticultură, Tehnologia Prelucrării Produselor Agricole (TPPA), Ingineria Produselor Alimentare (IPA) sau altele de profil.

## Subdomenii
Oenologia are două părți:
- Oenologia generală, studiază materia primă (Uvologia, din gr. uva = strugure și logos = vorbire, termen introdus de Prostoserdov N. N., în 1947), procese de ordin microbiologic, fizico-chimic și biochimic care se petrec în timpul zdrobirii și dezbrobinării strugurilor, macerării-fermentării, fermentației alcoolice, fermentației malolactice, maturării și învechirii vinului.

- Oenologia specială studiază tehnologiile de elaborare a diverselor tipuri de vinuri și băuturi speciale (vinuri licoroase, spumante, petiante, spumoase, perlante, distilate vitivinicole, etc.), precum și valorificarea produselor secundare din industria vinicolă (drojdii, tescovină, semințe, tartrați, etc.).

## Legătura oenologiei cu alte discipline
- Chimie anorganică
- Chimie organică
- Biochimie
- Chimie fizică și coloidală
- Agrochimie
- Pedologie
- Fitopatologie
- Entomologie
- Fizică
- Matematică
- Microbiologie
- Viticultură
- Ampelografie
- Baza energetică în Horticultură
- Mașini horticole (mecanizare, automatizare, etc.)
- Agrometeorologie
- Marketing
- Management
- Ergonomie

## Lucrări și tratate de specialitate din domeniul oenologiei
- Ana Al., 1980 – Curs de tehnologia vinului și subproduselor, Universitatea din Galați
- Ana Al., 1990 – Tehnologia vinurilor și a băuturilor alcoolice distilate. Îndrumar de laborator, Universitatea din Galați
- Ana Al., 2002 – Manual de lucrări practice în enologie, Editura Fundației Universitare din Galați
- Antoce Arina Oana, 2001 - Controlul igienei în industria vinului (garanție a calității), Editura Niculescu, București
- Antoce Arina Oana, 2005 - Igiena în vinificație, Editura Ceres, București
- Antoce Arina Oana, 2005 - Condiționarea, ambalarea și etichetarea vinurilor, Editura Ceres, București
- Antoce Arina Oana, 2007 - Oenologie (Chimie și analiză senzorială), Editura Universitaria, Craiova
- Antoce Arina Oana, Nămoloșanu Ioan, 2005 - Oenologie (Controlul și prevenirea fraudelor), Editura Ceres, București
- Antoce Arina Oana, Nămoloșanu Ioan, 2005 - Folosirea rațională a dioxidului de sulf în producerea și îngrijirea vinurilor, Editura Ceres, București
- Antoce Arina Oana, Nămoloșanu Ioan, 2007 - Oenologie - Defectele și bolile vinului - (recunoaștere și metode de stabilizare), AMC - UȘAMV, București
- Băducă Cîmpeanu Constantin, 2008 - Bazele biotehnologiilor vinicole, Editura Sitech, Craiova
- Băducă Cîmpeanu Constantin, 2008 - Degustarea vinului (Bazele științifice ale degustării), Editura Sitech, Craiova
- Bernaz D., Dumitrescu I., Bernaz Gh., Martin M., 1962 - Tehnologia vinului, Editura Agro-silvică, București
- Cebotărescu I. D., Neagu C., Bibire Luminița, 1997 – Utilaj tehnologic pentru vinificație, Editura Tehnică, București
- Constantinescu Gh., Juncu V., 1967 - Viticultură și vinificație, Editura Didactică și Pedagogică, București
- Colțescu I. H., 1943 - Oenologia vol. 2, Tiparul "Cartea Românească", București
- Cotea V., Pomohaci N., Gheorhhiță M., 1982 – Oenologie, Editura Didactică și Pedagogică, București
- Cotea V. D., 1985 – Tratat de oenologie, vol.I, Editura Ceres, București
- Cotea V. D., Sauciuc J. H., 1988 – Tratat de oenologie, vol.II, Editura Ceres, București
- Cotea V., Cotea V. D., 1996 – Viticultură, ampelografie și oenologie, Editura Didactică și Pedagogică, București
- Cotea Valeriu V., 2005 - Tehnologia vinurilor efervescente, Editura Academiei Române, București
- Cotea V. D., Barbu N., Grigorescu C. C., Cotea V. V., 2003 - Podgoriile și vinurile româniei, Editura Academiei Române, București
- Cotea Valeriu D., Cotea Valeriu V., 2006 - Tehnologii de producere a vinurilor, Editura Academiei Române, București
- Cotea V. D., Zănoagă Cristinel Z., Cotea Valeriu V., 2010 – Tratat de oenochimie, vol.I, Editura Academiei Române, București
- Cotea V. D., Zănoagă Cristinel Z., Cotea Valeriu V., 2010 – Tratat de oenochimie, vol.II, Editura Academiei Române, București
- Croitoru Constantin, 2009 - Tratat de știință și inginerie oenologică (Produse de elaborare și maturare a vinurilor), Editura AGIR, București
- Doholici Vasile, Șeptilici Georgeta, Giosanu Teodor, Martin Dorina,1973 – Îndrumarul vinificatorului, Editura Ceres, București
- Doholici V., Șeptilici G., 1981 - Testarea tehnologică fizico-chimică și microbiologică a vinurilor, Editura Ceres, București
- Gheorghiță, M.,– Tehnologii, procedee și utilaje în industria vinicolă, Universitatea din Craiova, 1997
- Gheorghiță Marin, Băducă Cîmpeanu Constantin , Muntean Camelia, Giugea Nicolae, 2006 - Oenologie vol. I (Bazele Industriei Vinicole), Editura Sitech, Craiova
- Ghimicescu Gh., 1971 – Chimia, analiza și controlul vinului, Editura Junimea, Iași
- Giosanu Teodor, Butănescu Gheorghe, 1964 - Obținerea vinurilor de calitate superioară în podgoriile regiunii Argeș, Sfatul popular al regiunii Argeș, Consiliul Agricol
- Grigorică Liviu Gabriel, 2005 - Stabilizarea și îmbutelierea vinurilor, Editura Ceres, București
- Iliescu L, 1961 – Întrebuințarea bioxidului de sulf în vinificație, Editura Agrosilvică, București
- Iuoraș R., 1994, Curs de Oenologie, Tipo Agronomia, UȘAMV Cluj-Napoca
- Ministerul Industriei Alimentare - Metode de analiză pentru vin, Întreprinderea poligrafică "13 decembrie 1918"
- Pomohaci N., M. Gheorghiță, R. Iuoraș, 1990, Oenologie, Editura Didactică și Pedagogică, București
- Pomohaci N., Stoian V., Gheorghiță M., Sîrghi C., Cotea V. V., Nămoloșanu I., 2000 - Oenologie vol. I, Prelucrarea strugurilor și producerea vinurilor, Editura Ceres, București
- Pomohaci N. și colab., 2001, Oenologie, vol.II, Ed. Ceres, București
- Pomohaci N., Nămoloșanu I., Antoce A. O., 1993 - Metode de analiză și control utilizate în oenologie, AMC - UȘAMV, București
- Pomohaci N., Nămoloșanu I., 1997 - Producerea vinurilor și a altor băuturi din struguri și vin, Editura Fermierul Român, București
- Popa A., 1985 – Producerea și învechirea distilatelor din vin, Editura Scrisul Românesc, Craiova
- Popa A., 1986 – Degustarea vinurilor, Editura Ceres, București
- Popa Aurel I., Teodorescu Ștefan C., 1990 – Microbiologia vinului, Editura Ceres, București
- Pușcă I., 1985 – Tehnologia de preparare a vinurilor spumante, Editura Ceres, București
- Pușcă I., 1998 – Băuturi spumante în gospodărie, Editura Ceres, București
- Razuvaev N. I. (traducere prof. ing. Dionisie Bernaz), 1980 - Prelucrarea complexă a produselor secundare de la vinificație, Editura Ceres, București
- Schanderl Hugo, 1958 - Microbiologia vinului (Manual de vinificație), Institutul de documentare tehnică, București
- Stănciulescu Gheorghe, 1973 – Fabricarea băuturilor alcoolice naturale, Editura Tehnică, București
- Stănciulescu Gheorghe, 1977 - Vinificația în roșu, Editura Ceres, București
- Șeptilici Georgeta, 1968 - Bolile și defectele vinului -tratamente-, Editura Agro-silvică, București
- Șlepeanu I., Cazacu M., 1953 - Vinificația, Editura Agro-Silvică de stat, București
- Șlepeanu, I., ș.a., 1959 – Mașini și instalații folosite în vinificație, Editura Agrosilvică, București
- Teodorescu Ștefan, Popa Aurel, Sandu G., 1987 - Oenoclimatul româniei, Editura Științifică și Enciclopedică, București
- Tița Ovidiu, 2001 - Manual de analiză și control al calității în industria vinului, Editura Universității "Lucian Blaga", Sibiu
- Țârdea Constantin, 1971 – Metode de analiză și control tehnologic al vinurilor, Editura Ceres, București
- Țârdea Constantin, 2007 - Chimia și analiza vinului, Editura Ion Ionescu de la Brad, Iași
- Țârdea Constantin, Sârbu Gheorghe, Țârdea Angela, 2010 - Tratat de vinificație, Editura Ion Ionescu de la Brad, Iași